# Анемнясево
Анемнясево — деревня в России, расположена в Касимовском районе Рязанской области. Входит в состав Погостинского сельского поселения.

## Географическое положение
Деревня Анемнясево расположена примерно в 20 км к северо-западу от центра города Касимова. Ближайшие населённые пункты — деревня Ломакино к северу, поселок Гусь-Железный к востоку,  село Гиблицы к югу и деревня Черново-Шеенки к западу.

## История
Деревня впервые упоминается в XVIII веке. В 1905 году деревня относилась к Погостинской волости Касимовского уезда и имела 188 дворов при численности населения 1166 чел .

## Население
| 1859 | 1897 | 1906  | 2010 |
| ---- | ---- | ----- | ---- |
| 776  | ↗914 | ↗1166 | ↘41  |

## Транспорт и связь
Деревня расположена в трех километрах к югу от трассы Р105. Общественный транспорт до деревни отсутствует.
В деревне Анемнясево имеется одноименное сельское отделение почтовой связи (индекс 391328, в настоящее время отделение не работает).

## Известные люди
Деревня Анемнясево является родиной святой Русской православной церкви Матроны Анемнясевской. В деревне почитается место её подвига, есть часовня и деревянный храм, открытый для прихожан с 2017 года. В дни памяти святой Матроны (29 июля) в часовне совершаются молебны с освящением воды.